# Amadeu Font Bernades
Amadeu Font Bernades (Igualada, 14 de desembre de 1925 - Igualada, 8 de juliol de 2013) fou un pintor català d'art abstracte, ceramista i restaurador.

## Obra i estil
Va començar a finals dels anys quaranta com a pintor figuratiu, però aviat va anar evolucionant. Als anys seixanta, s'endinsa en l'informalisme i treballa també la ceràmica, cal destacar el mural darrere la barra de l'Hotel Amèrica d'Igualada. En la dècada dels setanta, mostra una intenció de denúncia social i política i va afegir a les seves teles materials i robes. Més endavant, cap als vuitanta configura un llenguatge plàstic més intimista, amb quadres de mida molt gran, alguns en grups de tres o de quatre. Són d'aquest període la restauració a Igualada de les pintures murals de la Capella de la Mare de Déu de Montserrat, obra original de Miquel Llacuna Alemany (1984) i la del teatre, cafè i sales de la Societat Cercle Mercantil (1987). Diu Pau Llacuna: “Si observeu l'evolució d'en Font, us trobareu amb un pintor que constantment està en lluita amb les seves pròpies formes, que recerca dins la seva pròpia obra nous camins d'expressió que el porten a eliminar els passos anteriors per endinsar-se en el camp relliscós i problemàtic de la investigació plàstica. Aquest procés eliminatiu és fruit d'una forta autocrítica, que sistemàticament destrueix l'obra no acceptada”.
Als anys noranta va pintar teles que es relacionaven entre elles i va fer exposicions on tot el grup de quadres formaven un llenguatge únic i cada un era una part del tot. Va restaurar la capella del Sant Crist i parts de l'altar major i capelles laterals de la basílica de Santa Maria d'Igualada (1991) i també la sala principal del Casino Foment d'Igualada (2002). Ja al final de la seva carrera va continuar pintant, expressant-se lliurement, però s'hi observa una certa tendresa que contrasta amb la seva duresa habitual. Així, segons Xavier Vives, “Amb els anys l'Amadeu Font ha anat despullant l'obra fins a deixar-ne el perfum. Utilitza els fons velats, lleus, rics en matisos amb una paleta de colors escassa però subtil, els gestos són traçats minuciosament, mai més enllà del necessari, definint espais d'acolliment, crits de paüra i auxili, horitzons d'il·lusió, llocs de desitjos moridors... Una obra esberladissa, tendra, lleugera i alhora ferma i contundent”.

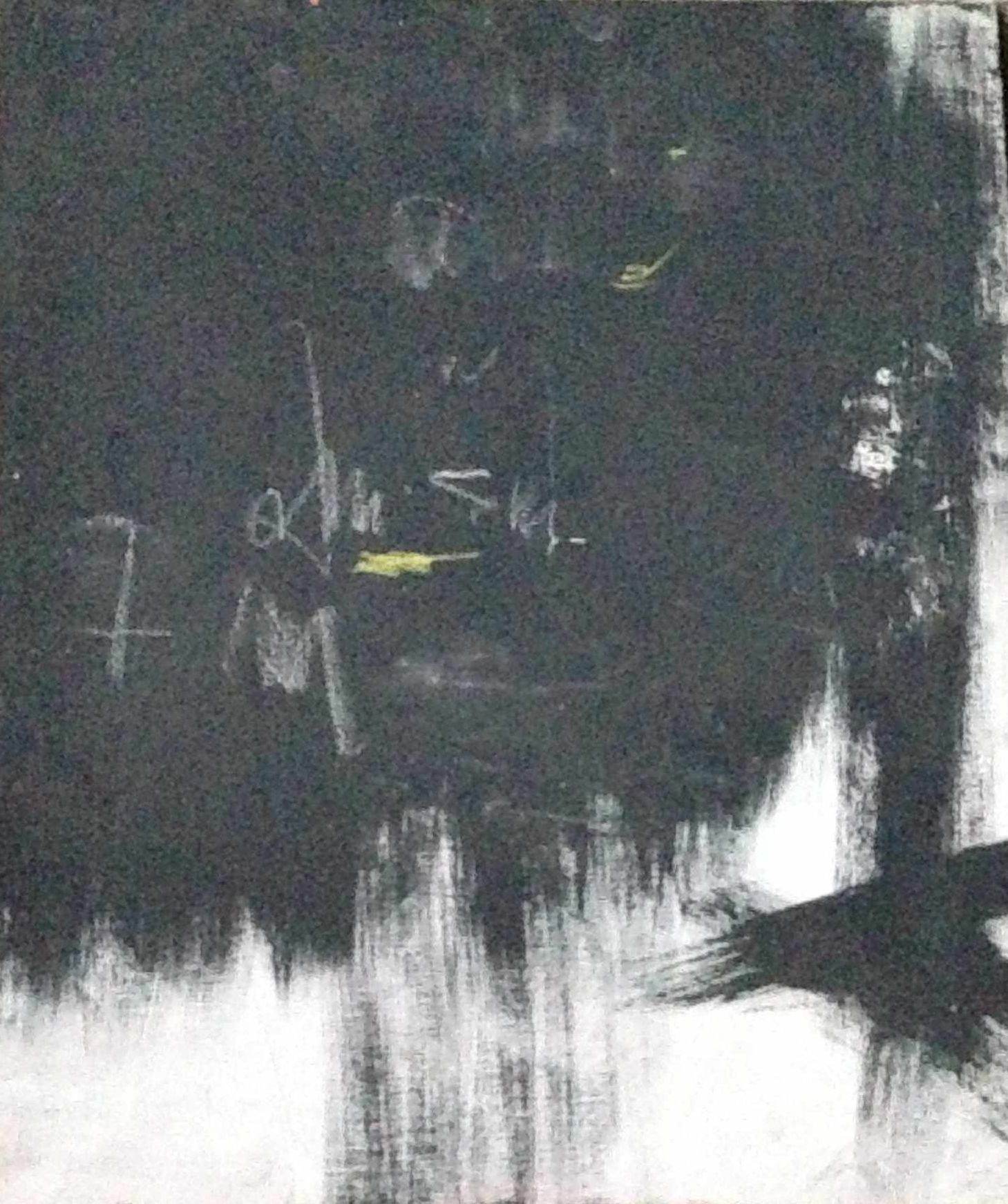
Pintura d'Amadeu Font. Acrílic. 1981